# Bundesautobahn 565
Pour les articles homonymes, voir A565 et Autoroute A565.
La Bundesautobahn 565 est une Bundesautobahn dans les Länder de Rhénanie-du-Nord-Westphalie et de Rhénanie-Palatinat.

## Situation et accès
L'A 565 relie les autoroutes 59 et 61 entre les échangeurs autoroutiers de Bonn-nord-est et de Meckenheim. Elle traverse la zone urbaine de Bonn du nord-est au sud-ouest, ce qui en fait l'un des axes de circulation les plus importants tant pour la mobilité pendulaire que pour le trafic de transit dans la région.
Entre l'intersection de Bonn-Lengsdorf et l'intersection de Bonn-nord, l'A 565 traverse la zone urbaine densément peuplée sur quatre voies, parfois sans bande d'arrêt d'urgence. Avec plus de 100 000 véhicules par jour (avec un pic à plus de 8 000 véhicules par heure), ce tronçon est l'un des tronçons d'autoroute à quatre voies les plus fréquentés d'Allemagne et est donc sujet aux embouteillages.
Le tronçon entre les carrefours de Lohmar et Sankt Augustin, qui est réalisé comme la Bundesstraße 484 et la Bundesstraße 56, ainsi que la Bundesstraße 257 entre Grafschaft et Altenahr étaient initialement destinés à être aménagés en autoroute.
L'A 565 commence sur l'A 59 au niveau du triangle autoroutier Bonn-nord-est (jusqu'en mars 2009 : Beuel-est) dans le quartier Beuel de Bonn et mène vers l'ouest en passant par le quartier Geislar et la jonction de Bonn-Beuel (anciennement : Bonn-Beuel-nord). Le Rhin est ensuite traversé sur le pont Friedrich-Ebert, qui longe le port de Graurheindorf. À l'ouest du Rhin, l'autoroute longe l'usine des drapeaux de Bonn sur une route surélevée de 660 m de long jusqu'à l'échangeur de Bonn-Auerberg et plus loin jusqu'à la jonction de Bonn-Nord avec une connexion à la Bundesautobahn 555 en direction de Cologne et au rond-point, qui dessert le centre commercial de Nordstadt. De là, l'autoroute mène en direction du sud, suivie immédiatement par la jonction de Bonn-Tannenbusch et à nouveau par une route surélevée de 630 m de long, appelée "mille-pattes", à travers les zones industrielles et commerciales de la ville occidentale jusqu'à l'échangeur de Bonn-Endenich, là où la sortie d'Endenich croise la Bundesstraße 56. À l'échangeur de Bonn-Poppelsdorf, l'A 565 mène en arc de cercle vers le sud-ouest dans le quartier de Hardtberg.
Les carrefours d'Endenich et de Poppelsdorf sont un double carrefour lors de leur ouverture. Cependant, à la suite de nombreux accidents, il fut reconstruit quelques années plus tard. Les anciennes structures de ponts témoignent encore de leur ancienne fonction. La bretelle d'accès et de sortie d'Endenich vers et depuis l'A 565 en direction de Meckenheim est devenue inutilisable au profit du carrefour de Poppelsdorf, d'où on peut toujours sortir et en direction de Beuel. La partie de l'embranchement de Bonn-Poppelsdorf qui mène à la Reuterstrasse et la liaison indépendante d'Endenich à la Reuterstrasse sont resignifiées comme autoroutes le 8 octobre 2009. Cependant, elle est toujours signalée en bleu et désignée comme Bundesautobahn.
La jonction de Bonn-Lengsdorf suit en direction de Meckenheim, qui représentait initialement la fin provisoire du tracé. Près de l'échangeur se trouvait une habitation dont le propriétaire ne souhaitait pas déménager. Après sa mort, la maison fut démolie au printemps 2019. Il est prévu d'y construire un plus grand point de collecte des eaux de pluie. L'autoroute sépare la Hainstraße (nord) de la Lengsdorfer Hauptstraße (sud).
L'autoroute continue vers le sud entre les quartiers de Brüser Berg à l'est et d'Ückesdorf à l'ouest, après Röttgen à travers la Kottenforst, qui fait partie de la zone urbaine de Bonn. Après un peu moins de 7 km arrive la jonction de Meckenheim-Nord, qui se trouve toujours dans la ville de Bonn. L'autoroute contourne Merl, un quartier de Meckenheim, et le carrefour du même nom, qui se trouve également en partie dans la zone urbaine de Bonn, en bordure de la Kottenforst. Près du quartier d'Altendorf, qui fait également partie de Meckenheim, se trouve le carrefour autoroutier de Meckenheim avec connexion à l'A 61. L'A 565 traverse environ 300 m plus loin la frontière avec la Rhénanie-Palatinat jusqu'à Gelsdorf, quartier de Grafschaft, où elle finit au croisement avec la Bundesstraße 257. Il s'agit encore d'un court tronçon avec des accotements et des routes sans dénivelé avant d'aboutir dans une route normale hors de la ville.